# 日比野菜緒
日比野 菜緒（ひびの なお、1994年11月28日 - ）は、日本の女子プロテニス選手。愛知県一宮市出身。岡山学芸館高等学校卒業。LuLuLun所属。WTAツアーでシングルス3勝、ダブルス3勝を挙げている。WTAランキング自己最高位はシングルス56位、ダブルス43位。身長163cm。右利き、バックハンド・ストロークは両手打ち。

## 来歴
「菜緒」という名前は、当時活躍していたプロテニス選手の沢松奈生子にあやかって名付けられた。10歳でテニスを始める。

### ジュニア時代
中学に入ると全国レベルの選手として頭角を現し、名古屋経済大学高蔵中学校在学中の2009年に全国中学生テニス選手権大会で全国レベルの大会で初となる単複準優勝を果たす。
中学3年の頃にテニス留学を決意。オーストラリアに渡り現地のテニスアカデミーで力をつけていき、帰国直後の2011年11月に行われた全日本ジュニア選抜室内テニス選手権で準優勝を記録すると、同年末から元デビスカップ日本代表監督で伊達公子ら日本トップ選手のコーチを務めてきた竹内映二が運営するテニスアカデミーで指導を受けるようになる。
2012年からはジュニア年代ながらツアー下部のITFプロサーキット大会にも挑戦するようになり、同年6月に東京と三重で行われたITF1万ドル大会のシングルスでWTAポイントすら持たないノーランクからの2週連続優勝を果たし、尾崎里紗、澤柳璃子、二宮真琴らに続く同世代注目選手の一人として一躍脚光を浴びるようになる。更にノーシードで出場した9月の京都1万ドル大会でも単複優勝を記録し、11月には全日本テニス選手権に初出場を果たす。同大会は山本澪と組んでノーシードで出場したダブルスでは1回戦で大会第6シードの飯島久美子&米村明子組に1-6,3-6のストレートで敗れたが、同じくノーシードで出場したシングルスでは1回戦を勝ち上がり、2回戦で大会第16シードの飯島久美子と対戦。同大会過去2度ベスト8進出の実績を持つ飯島相手にフルセットの接戦に持ち込むも3-6,6-3,5-7のスコアで惜敗した。

### 2013年
この年の4月にプロ転向を果たした日比野は引き続きITFサーキットを中心にプロツアー転戦を始めた。シングルスでは8月のつくば市2万5千ドル大会でプロ転向後ITFサーキット初優勝を飾ると、この年は他にもITF2万5千ドル大会で3度ベスト4に進出する好成績を収め、WTAシングルス年度末ランキングも前年より290位近く上昇させる291位で終了した。
一方ダブルスでは大前綾希子と組んで出場した高陽市2万5千ドル大会で優勝した他、岐阜の5万ドル大会でも準優勝の成績を収める活躍で、年度末ランキングも前年より700位以上上昇させる327位で終了した。

### 2015年 WTAツアー初優勝
2015年は10月のタシュケント・オープンで快進撃を見せて決勝に進出。決勝でドナ・ベキッチに6-2, 6-2で勝利し、プロ転向後初のWTAツアー優勝を飾る。大会後のランキングでトップ100入りを果たし、その後もランキングを更新して年間最終ランキングは66位で終えた。

### 2016年 リオ五輪出場
2016年は1月のASBクラシックにてベスト8入りし、大会後の世界ランキングにて58位となり自己最高を更新した。さらに翌週56位に更新。全豪オープンでグランドスラム本戦初出場を果たす。初戦で第5シードのマリア・シャラポワと対戦し、1-6, 3-6で敗れた。
リオデジャネイロオリンピックの選考基準である6月6日付のランキングは68位で、上位56人にはわずかに届かなかったが、その後辞退者が出て繰り上げで出場を果たす。1回戦でイリーナ＝カメリア・ベグに6-4, 3-6, 6-3で勝利し、日本勢は全員初戦突破を果たした。2回戦で第3シードのガルビネ・ムグルサに1-6, 1-6で敗れた。

### 2017年
3月のマレーシア・オープンでツアー3度目の決勝進出、決勝でアシュリー・バーティに 3-6, 2-6で敗れて準優勝となった。4月のモンテレイ・オープンではアリシア・ロソルスカと組んだダブルスで優勝した。
2017年全米オープンでは1回戦でキャサリン・ベリスを 6-3, 4-6, 7-5 で破り、シングルスでグランドスラム初勝利を挙げた。

### 2020年
全米オープンでは、一回戦でガルビネ・ムグルサに敗退。コロナウイルスの影響で、9月開催となったBNLイタリア国際でも一回戦敗退だったが、続いてやはり開催時期の変更となったストラスブール国際では、インタビューで「クレーコートは得意ではないのに」とコメントしながらも、一回戦では全米覇者のスローン・スティーブンス、二回戦でザリーナ・ディラス、三回戦では全仏覇者のエレナ・オスタペンコを破る活躍を見せ、準決勝まで進んでエレーナ・リバキナに3–6, 4–6で敗れた。9月末開催の全仏オープンのシングルズでは、好調を維持して 6–4, 6–0 でマルタ・コスチュクを下して一回戦を勝利し、全仏の本戦初勝利とするも、二回戦ではオンス・ジャバーに 6–7, 4–6で敗れた。

### 2021年
2021年、ウィンブルドン女子シングルスでは2回戦まで進出したがアレクサンドラ・サスノビッチ（ベラルーシ）に敗れ3回戦進出はならなかった。ウィンブルドン後の検査で左足首を痛めていることが分かり、2020年東京オリンピックの女子シングルスではストヤノビッチ（セルビア）に3－6、3－6で敗れた。また、女子ダブルスでは二宮真琴とペアを組んだが、オーストラリアのバーティ、サンダース組に敗れた。

### 2023年 ツアー3勝目
8月のプラハ・オープンは予選決勝で敗れるもラッキールーザーで本戦出場。本戦では悪天候で日程がずれ込む中で勝ち進み、月曜日にシングルス準決勝・決勝にダブルス決勝と1日3試合のハードスケジュールを制し、シングルスとダブルスの2冠を達成する 。

## WTAツアー決勝進出結果

### シングルス: 6回 (3勝3敗)
| 大会グレード                  |
| ----------------------------- |
| グランドスラム (0–0)          |
| WTAファイナルズ (0–0)         |
| プレミア・マンダトリー (0–0)  |
| プレミア5 (0-0)               |
| WTAエリート・トロフィー (0-0) |
| プレミア (0–0)                |
| インターナショナル (3–3)      |

| 結果   | No. | 決勝日        | 大会             | サーフェス | 対戦相手                 | スコア        |
| ------ | --- | ------------- | ---------------- | ---------- | ------------------------ | ------------- |
| 優勝   | 1.  | 2015年10月3日 | タシュケント     | ハード     | ドナ・ベキッチ           | 6–2, 6–2      |
| 準優勝 | 1.  | 2016年10月1日 | タシュケント     | ハード     | クリスティナ・プリスコバ | 3–6, 6–2, 3–6 |
| 準優勝 | 2.  | 2017年3月5日  | クアラルンプール | ハード     | アシュリー・バーティ     | 3–6, 2–6      |
| 準優勝 | 3.  | 2017年7月30日 | 南昌             | ハード     | 彭帥                     | 3–6, 2–6      |
| 優勝   | 2.  | 2019年9月15日 | 広島             | ハード     | 土居美咲                 | 6-3, 6-2      |
| 優勝   | 3.  | 2023年8月8日  | プラハ           | ハード     | リンダ・ノスコバ         | 6–4, 6–1      |

### ダブルス: 7回 (3勝4敗)
| 結果   | No. | 決勝日        | 大会         | サーフェス | パートナー             | 対戦相手                                      | スコア           |
| ------ | --- | ------------- | ------------ | ---------- | ---------------------- | --------------------------------------------- | ---------------- |
| 優勝   | 1.  | 2017年4月9日  | モンテレイ   | ハード     | アリシア・ロソルスカ   | ダリラ・ヤクポビッチ ナディヤ・キチェノク     | 6–2, 7–6(4)      |
| 準優勝 | 1.  | 2017年9月30日 | タシュケント | ハード     | オクサナ・カラシニコバ | ティメア・バボシュ アンドレア・フラバーチコバ | 5–7, 4–6         |
| 準優勝 | 2.  | 2018年2月4日  | 台北         | ハード     | オクサナ・カラシニコバ | 段瑩瑩 王雅繁                                 | 6–7(4), 6–7(5)   |
| 優勝   | 2.  | 2019年9月15日 | 広島         | ハード     | 土居美咲               | クリスティナ・マクヘール バレリア・サビンキ   | 3–6, 6–4, [10–4] |

## 4大大会シングルス成績
略語の説明
| W | F | SF | QF | #R | RR | Q# | LQ | A | Z# | PO | G | S | B | NMS | P | NH |

W=優勝, F=準優勝, SF=ベスト4, QF=ベスト8, #R=#回戦敗退, RR=ラウンドロビン敗退, Q#=予選#回戦敗退, LQ=予選敗退, A=大会不参加, Z#=デビスカップ/BJKカップ地域ゾーン, PO=デビスカップ/BJKカッププレーオフ, G=オリンピック金メダル, S=オリンピック銀メダル, B=オリンピック銅メダル, NMS=マスターズシリーズから降格, P=開催延期, NH=開催なし.
| 大会           | 2015 | 2016 | 2017 | 2018 | 2019 | 2020 | 2021 | 2022 | 2023 | 2024 | 2025 | 通算成績 |
| -------------- | ---- | ---- | ---- | ---- | ---- | ---- | ---- | ---- | ---- | ---- | ---- | -------- |
| 全豪オープン   | A    | 1R   | 1R   | 1R   | LQ   | 2R   | 2R   | 1R   | LQ   | 1R   | 1R   | 2–8      |
| 全仏オープン   | A    | 1R   | 1R   | LQ   | LQ   | 2R   | 2R   | LQ   | 1R   | 1R   | 2R   | 3–7      |
| ウィンブルドン | LQ   | 1R   | 1R   | A    | LQ   | NH   | 2R   | A    | 1R   | 1R   |      | 1–5      |
| 全米オープン   | LQ   | 1R   | 2R   | LQ   | LQ   | 1R   | 1R   | LQ   | LQ   | 1R   |      | 1–5      |